# Rhysida yanagiharai
Rhysida yanagiharai är en mångfotingart som beskrevs av Masatoshi Takakuwa 1935. Rhysida yanagiharai ingår i släktet Rhysida och familjen Scolopendridae.
Artens utbredningsområde är Taiwan. Inga underarter finns listade i Catalogue of Life.